# تا پنچ دقیقه دیگر بمباران را شروع می‌کنیم
"بمباران را در عرض پنج دقیقه آغاز می‌کنیم " آخرین جمله از یک جک جنجالی بود که رئیس‌جمهور آمریکا ، رونالد ریگان ، در سال ۱۹۸۴، در جریان "جنگ سرد دوم" مطرح کرد.

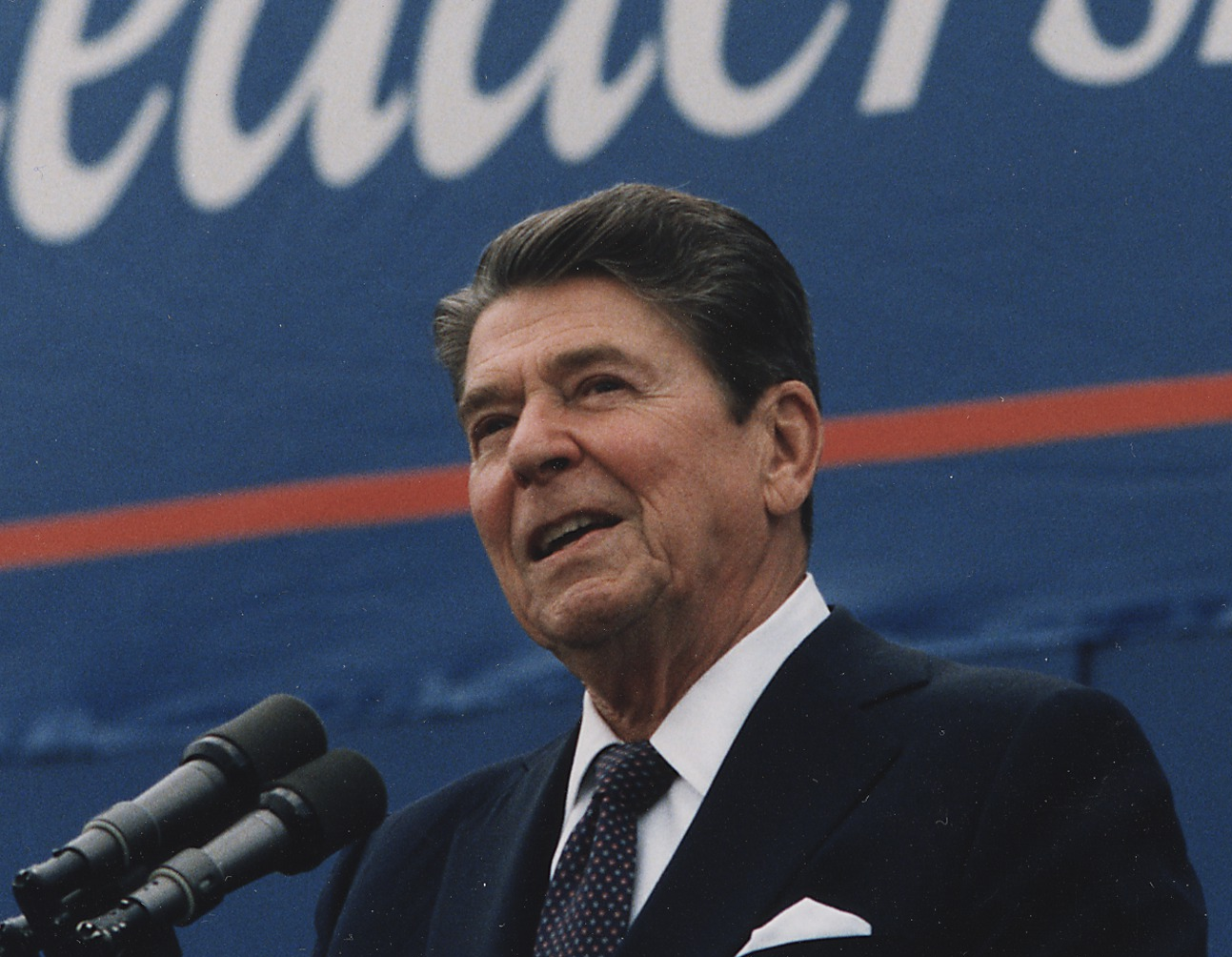
رئیس‌جمهور ریگان در یک مراسم مبارزات انتخاباتی (ژوئیه ۱۹۸۴)

رئیس‌جمهور ریگان در حالی که خود را برای یک سخنرانی رادیویی از خانه تعطیلات خود در کالیفرنیا آماده می‌کرد، با حاضران در مورد غیرقانونی کردن و بمباران روسیه شوخی کرد. این شوخی به صورت زنده پخش نشد اما ضبط و بعداً صدای آن برای عموم منتشر شد. اتحاد جماهیر شوروی و رقیب وقت ریگان در انتخابات ریاست جمهوری ۱۹۸۴ ایالات متحده، والتر موندال این شوخی را نکوهش کردند. اظهارنظرهای فی البداهه ریگان قدرت ماندگاری قابل توجهی داشته‌است، تا جایی که در ادبیات سیاسی امروزی هم دستخوش استفاده هستند.

## متن
پخش زنده: در ساعت در ۹:۰۶ صبح ۱۱ اوت ۱۹۸۴ پرزیدنت رونالد ریگان گفت:
"هموطنان امریکایی، امروز خوشحالم که به شما بگویم من قانونی را امضا کرده‌ام که روسیه را برای همیشه غیرقانونی می‌کند! تا پنج دقیقه دیگر بمباران را شروع می‌کنیم."